# Església del Carme (l'Alguer)
L'església del Carme és un lloc de culte situat en el centre històric de l'Alguer, a prop de les fortificacions catalanes. Consagrada al culte catòlic, forma part de la parròquia de la Immaculada Concepció de la diòcesi de l'Alguer-Bosa.
La fundació de l'església, feta oficialment el 12 de desembre de 1644, coincideix amb la de l'antic convent i va ser obra de dos carmelitans catalans, Brios i Brunacho que, gràcies als llegats i les donacions dels veïns, van poder comprar tres edificis contigus, per transformar-los en un gran espai religiós que inclou l'església i el convent, tot i que aquest últim ja no existeix a causa d'un incendi que el va destruir el 1889.

## Descripció
L'edifici està construït en pedra arenosa. La teulada del temple està formada per dos aiguavessos.

### Exterior

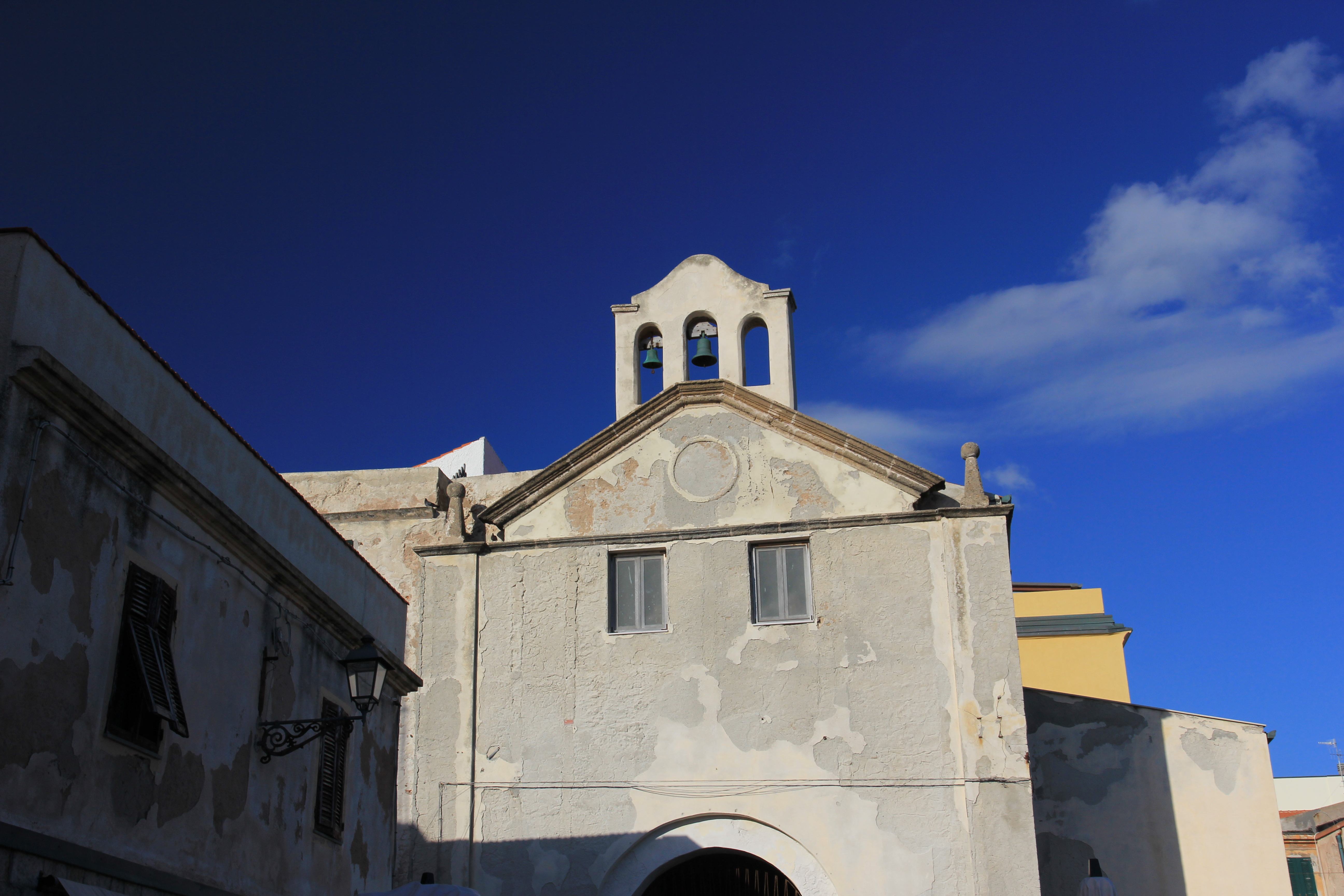
Façana exterior de l'església

La façana exterior, realitzada el 1749 amb la creació d'un petit atri, condueix a l'entrada de l'església; presenta a les cantonades dues pilastres en angle, a la part superior frontal hi ha dues finestres que s'obren a la galeria de les dones, permetent la llum natural en el seu interior i, al timpà, es troba una rosassa quasi invisible. La façana s'acaba amb un campanar compost per tres arcs amb dues campanes.
L'entrada a l'església s'eleva per damunt del nivell del carrer per una gran obertura en arc i a través de dos trams de graons situats el primer abans de l'atri i el segon ja a l'entrada interior de l'església travessant la petita distància de l'atri.

### Interior

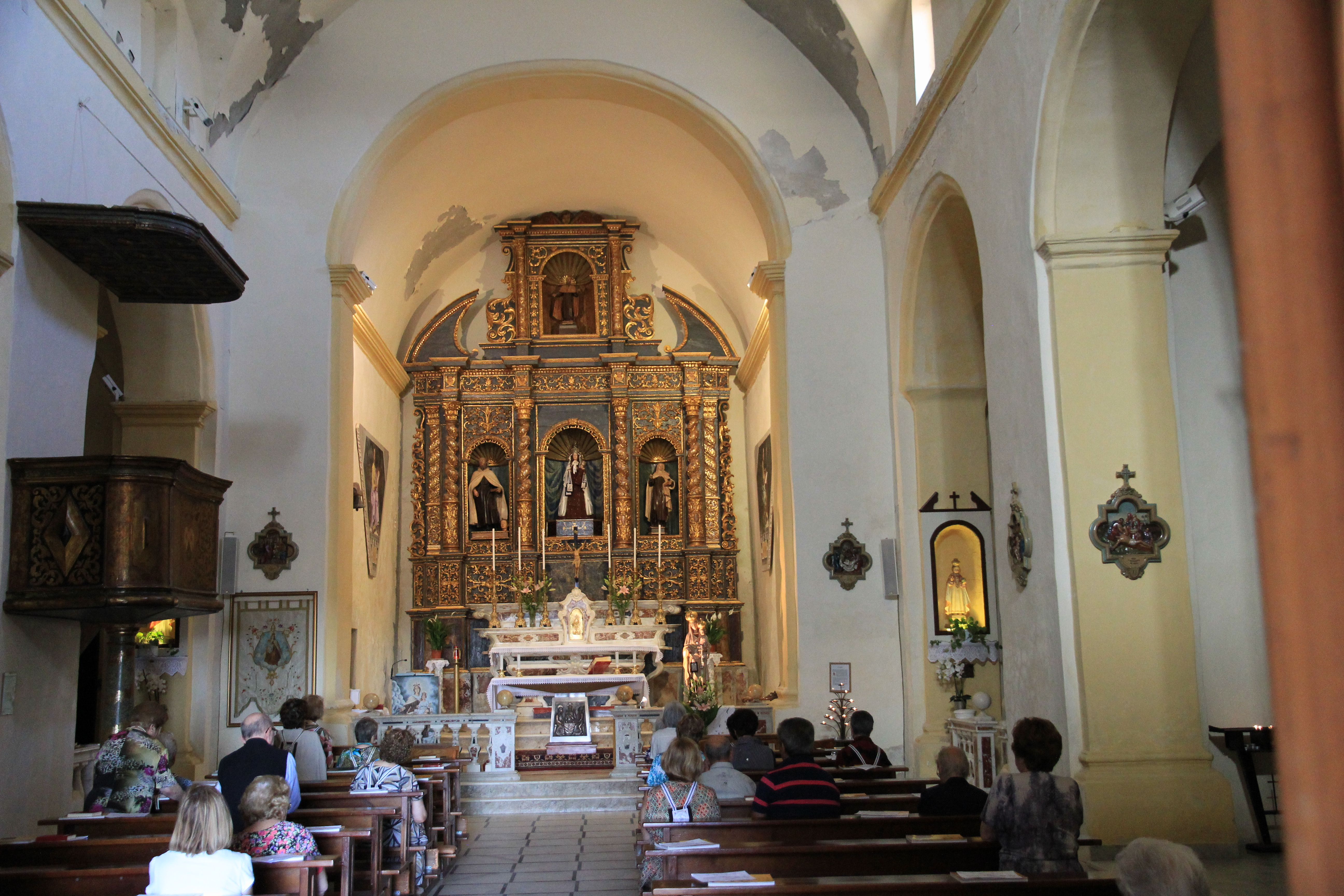
Retaule major del temple

L'interior consta d'una planta rectangular amb una nau central coberta amb volta de canó, on hi ha tres capelles a cada costat. A la de l'absis, es troba el retaule major de fusta tallada, daurada i policromada, probablement realitzada per un mestre de Sàsser, entre finals del segle xvii i principis del segle xviii. El presbiteri s'eleva dos graons més alts que el terra de la nau i està vorejat per una balustrada de marbre viat; també acull l'altar construït amb el mateix marbre i estil, segurament pel mateix autor de la balustrada, on es pot apreciar un baix relleu de la Mare de Déu amb l'infant.
Les capelles laterals tenen volta de creueria, estan dedicades a sant Albert, Maria Magdalena de Pazzi, sant Franco Lippi, les Ànimes Beneïdes, Nostra Senyora dels Desemparats i un santcrist; les dues últimes estan limitades per una balustrada de marbre. A l'esquerra, entre la primera i la segona capella, es troba el púlpit, tallat en fusta, que mostra l'escut d'armes de l'orde del Carme.